# Kadabyadarahalli, Dod Ballapur
Kadabyadarahalli là một làng thuộc tehsil Dod Ballapur, huyện Bangalore Rural, bang Karnataka, Ấn Độ.